# Karl Barth (Politiker, 1811)
Karl Barth (* 2. Juni 1811 in Eichstätt; † 2. Januar 1886 in Augsburg) war ein bayerischer Jurist, Autor und Politiker.

## Leben
Karl Barth absolvierte das Gymnasium und studierte Rechtswissenschaft in München. Anschließend war er hauptsächlich als Verteidiger an Schwurgerichten tätig und wurde in Augsburg ansässig. Gleichzeitig war er schriftstellerisch tätig. Er berichtete in literarischer Form von seiner Arbeit als Verteidiger, schrieb über die Arbeiterfrage im Schulwesen und veröffentlichte eine Kritik des neuen Bayerischen Strafgesetzes.
Von 1863 bis 1875 war Barth Mitglied der Bayerischen Kammer der Abgeordneten, zunächst für den Wahlkreis Augsburg, dann für den Wahlkreis Dillingen und schließlich für den Wahlkreis Kempten. Er setzte sich für allgemeine direkte Wahlen und die Aufrechterhaltung des Zollvereins ein.
Von 1868 bis 1870 gehörte er außerdem als Abgeordneter des Wahlkreises Schwaben 1 (Augsburg, Wertingen) dem Zollparlament an. Er vertrat die politische Richtung der Bayerischen Patriotenpartei.
Karl Barth war der Bruder von Marquard Adolph Barth, der ebenfalls der Bayerischen Abgeordnetenkammer und dem Zollparlament angehörte.